# Acide 3-nitrobenzoïque
L'acide 3-nitrobenzoïque est un composé aromatique de formule C6H4(NO2)CO2H. Constitué d'un cycle benzénique substitué par un groupe nitro (NO2) et un groupe carboxyle (COOH), c'est, avec l'acide 2-nitrobenzoïque et l'acide 4-nitrobenzoïque, l'un des trois isomères de l'acide nitrobenzoïque, le composé méta. Il se présente sous la forme d'une poudre cristalline jaunâtre avec une faible odeur. Ce composé est notamment utilisé comme précurseur de l'acide 3-aminobenzoïque, qui est utilisé pour préparer certains colorants.

## Propriétés
Avec un pKA de 3,47, l'acide 3-nitrobenzoïque est environ dix fois plus acide que l'acide benzoïque. La base conjuguée de l'acide benzoïque est stabilisée par la présence du groupe nitro attracteur d'électrons (effet -M), ce qui explique son acidité accrue par rapport à l'acide benzoïque non substitué. Toutefois, la position méta du groupe nitro fait que son effet sur le groupe carboxylate est moindre, par exemple comparé à l'acide 2-nitrobenzoïque (ortho) qui a lui un pKA de 2,22.
L'acide 3-nitrobenzoïque est généralement soluble dans les solvants oxygénés et chlorés, et peu soluble dans l'eau (3 g/l à 25 °C). Il est combustible mais peu inflamable (point d'éclair de 190 °C et point d'auto-inflammation de 490 °C). Ses solutions aqueuses réagissent de manière acide. Il présente un risque d'explosion de poussières lorsqu'il est sous une forme très finement répartie (poudre, poussière), qu'il est tourbillonné en quantité suffisante dans l'air et qu'une source d'inflammation (flamme, étincelle, décharge électrostatique, etc.) est présente.

## Réactivité
La présence à la fois d'acide carboxylique et d'un groupe fonctionnel nitro désactive le cycle, empêchant alors toute réaction de substitution aromatique électrophile.

## Synthèse
L'acide 3-nitrobenzoïque peut être préparé par nitration de l'acide benzoïque à basse température, formant également l'acide 2-nitrobenzoïque et l'acide 4-nitrobenzoïque comme sous-produits, avec des rendements respectifs d'environ 20 % et 1,5 % Cette régiosélectivité s'explique par l'effet attracteur (+I) du groupe carboxyle, orienteur méta en substitution électrophile aromatique.
Une voie moins efficace passe par la nitration du benzoate de méthyle, suivie d'une hydrolyse :
Il est également possible de provoquer le clivage oxydatif de la liaison C–C de la 3-nitroacétophénone en acide arylcarboxylique correspondant. Une autre synthèse passe par l'oxydation du 3-nitrobenzaldéhyde.

## Sécurité
Le composé présente probablement une toxicité modeste, avec une DL50 (in vitro, souris) de 640 mg/kg. Il peut provoquer une irritation de la peau et des yeux avec des symptômes d'exposition tels que la méthémoglobine, une sensibilisation, une irritation et des lésions cornéennes